# Ljudmila Ševcova
Ljudmila Ivanovna Gurevič (dekliški priimek Ševcova, kasneje Lisenko; rusko Людмила Ивановна Лысенко (-Шевцова, -Гуревич), ukrajinsko Людмила Іванівна Лисенко (-Шевцова, -Гуревич)), ukrajinska atletinja, * 26. november 1934, Višni Voločjok, Sovjetska zveza.
Nastopila je na olimpijskih igrah leta 1960 in kot druga atletinja osvojila naslov olimpijske prvakinje v teku na 800 m. V isti disciplini je osvojila bronasto medaljo na evropskem prvenstvu leta 1954. 3. julija 1960 je postavila nov svetovni rekord v teku na 800 m s časom 2:04,3 in ga izenačila 7. septembra istega leta. Veljal je do leta 1962.
Po koncu kariere je bila trenerka v Ukrajini.